# پلیمپتن ۷۹۳۲
سیارک ۷۹۳۲ (به انگلیسی: 7932 Plimpton، نامگذاری:1989GP) هفت هزار و نهصد و سی و دومین سیارک کشف شده‌است که در ۷ آوریل ۱۹۸۹ کشف شد.